# Mandav
Mandav là một thị xã và là một nagar panchayat của quận Dhar thuộc bang Madhya Pradesh, Ấn Độ.

## Nhân khẩu
Theo điều tra dân số năm 2001 của Ấn Độ, Mandav có dân số 8545 người. Phái nam chiếm 51% tổng số dân và phái nữ chiếm 49%. Mandav có tỷ lệ 32% biết đọc biết viết, thấp hơn tỷ lệ trung bình toàn quốc là 59,5%: tỷ lệ cho phái nam là 41%, và tỷ lệ cho phái nữ là 22%. Tại Mandav, 20% dân số nhỏ hơn 6 tuổi.